# サントノレ

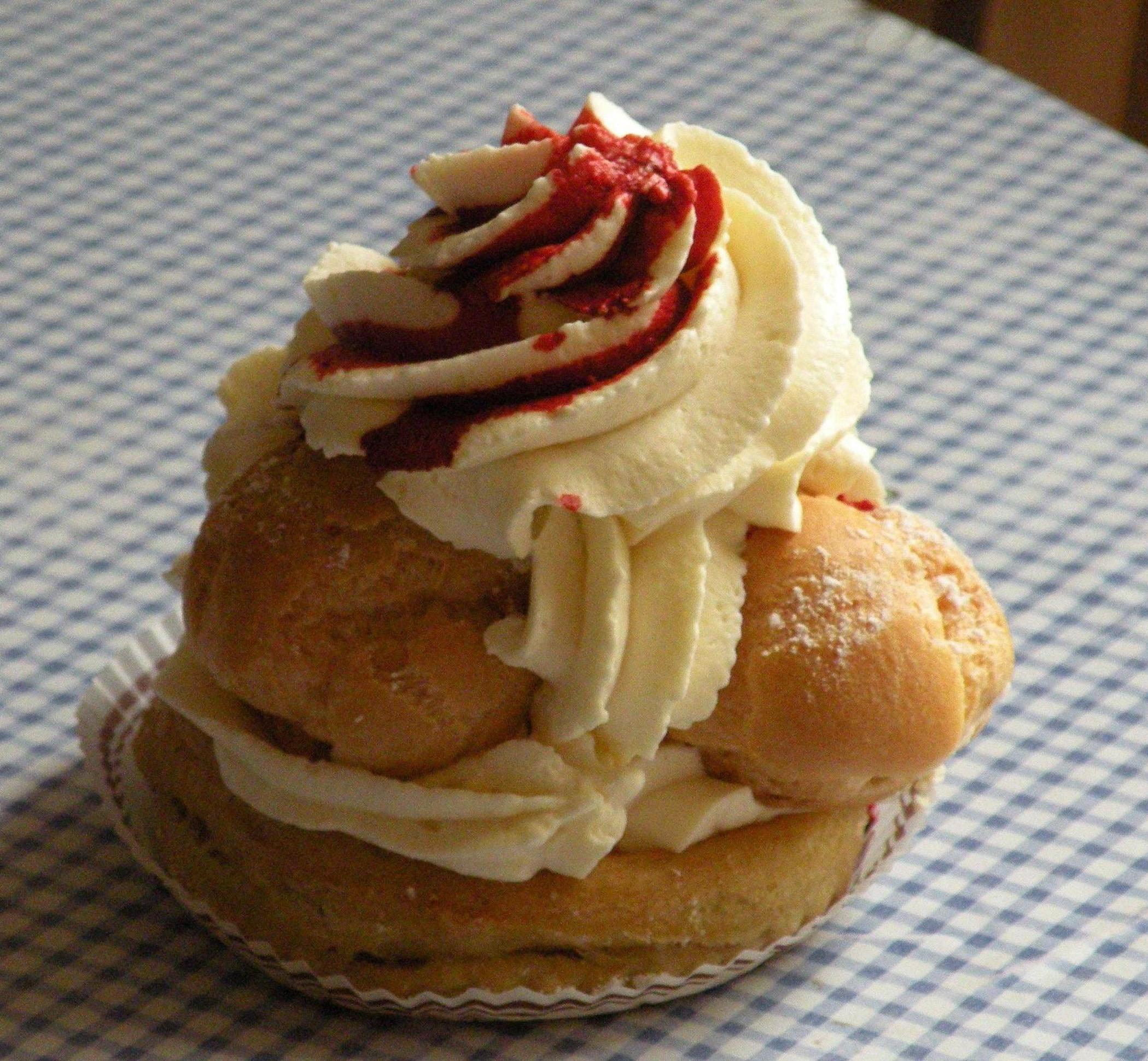
ミニシューを積み上げたタイプのサントノレ

サントノレ（フランス語: saint-honoré）は、フランスの定番菓子の一種。フランスでは特別な場で出される菓子として親しまれている。日本ではサントノーレとも記述される。

## 概要
シュー生地と「クレーム・ア・サントノーレ」（別名、「クレーム・シブースト」）と呼ばれるクリーム、ミニシューを用いた菓子。
パイ生地の上にクリームを絞って、カラメルを塗ったミニシューを飾り付ける。
フルーツをトッピングする、数種類のクリームを組み合わせる、土台をほかの生地に変えるなどのアレンジもある。使用するソースもカラメル風味が伝統的なものであるが、フランボワース、オレンジ、マロン、ピスタチオ風味などのアレンジがある。
「サントノレ」＝「聖オノレ」とは、パン屋・菓子屋といった製パン業の守護聖人であり、聖オノレに捧げた菓子とも言われている。

## 特徴
カラメルを塗った小さなシュークリームでパイ生地のふちを飾り付け、パイ生地の中央にクレーム・ア・サントノーレ、もしくはクレーム・シャンティイを絞り出す。
ふちに置かれたシューの中にはクレーム・ア・サントノーレが詰められている。また、積み上げたミニシューの上にクリームを絞り出した一品が、サントノレとして供されることも多い。

## 歴史
パリのサントノレ通りにあったシブーストの店で、オギュースト・ジュリアン・シブースト（Auguste Julien Chiboust）が1846年（または、1840年ごろ、1860年ごろ）に考案したとも言われている。1856年にルイ・ベルーが著した料理書には、既にサントノーレのレシピが記載されている。
名前の由来は、発祥店のあったサントノレ通りに由来するとも、聖オノレに捧げる菓子であるからとも言われている。

### 改善の歴史
元々、土台にはパート・ブリゼが使われていたが、生地が水分を吸って安定しないという欠点があり、後にパイ生地やパータ・フォンセが使われるようになった。また、最初はシュークリームではなく、中にクレーム・パティシエール（カスタードクリーム）を詰めてブリオッシュを置き、王冠を模していた。
しかし、時間が経つとブリオッシュ生地とクリームの両方が劣化するため、菓子に改良が重ねられた。土台には水分による劣化を起こしにくい生地が求められ、よく乾燥させたパイ生地が使われるようになる。土台のふちにはシュー生地が置かれるようになり、土台にシュー生地を固定するためにカラメルが使われた。
このほかにも、クリームにゼラチンを加えて崩れにくくするといった改善が行われている。

## サントノーレ口金
サントノレを作るときにクリームを入れる絞り袋に取り付けて使うV字に穴があいている口金を「サントノーレ口金」と呼ぶ。サントノーレ口金で絞り出したクリームは高さがでるのが特徴である。
絞り袋はケーキに対して垂直に構え、口金の自分の体とは反対側に向けるのが鉄則となっている。絞りながら手前に引くと紡錘形になるが、上に短くて形状が悪くなる。